# آندره‌آ کروچ
آندره‌آ کروچ (به انگلیسی: Andraé Crouch) (زاده ۱ ژوئیه ۱۹۴۲ - درگذشته ۸ ژانویه ۲۰۱۵) خواننده گاسپل، ترانه سرا، تنظیم‌کننده و بازیگر آمریکایی بود.
از فیلم‌های معروف که او در آن بازی کرد می‌توان به بازی در فیلم در جستجوی دکتر سئوس اشاره کرد.